# Bartomeu Avaces
Bartomeu Avaces (Tarragona finals segle xv - ?), fou un jurista i escriptor català en llengua llatina.

## Biografia[1]
Fou doctor en ambdós drets, exercí d'advocat a Tarragona i només se'n té coneixement pel tractat de Torres Amat

## Obres
- Ordo procedendi contra inuasores, secundum consuetudines tarraconenses.